# Acmopyle
Acmopyle ist eine Pflanzengattung mit nur zwei Arten in der Familie der Steineibengewächse (Podocarpaceae) innerhalb der Koniferen (Coniferales). Etwa 55 Millionen Jahre alte fossile Funde der Gattung zeigen, dass sie zu den bereits vergleichsweise früh auftretenden Koniferen gezählt werden kann. 

## Merkmale

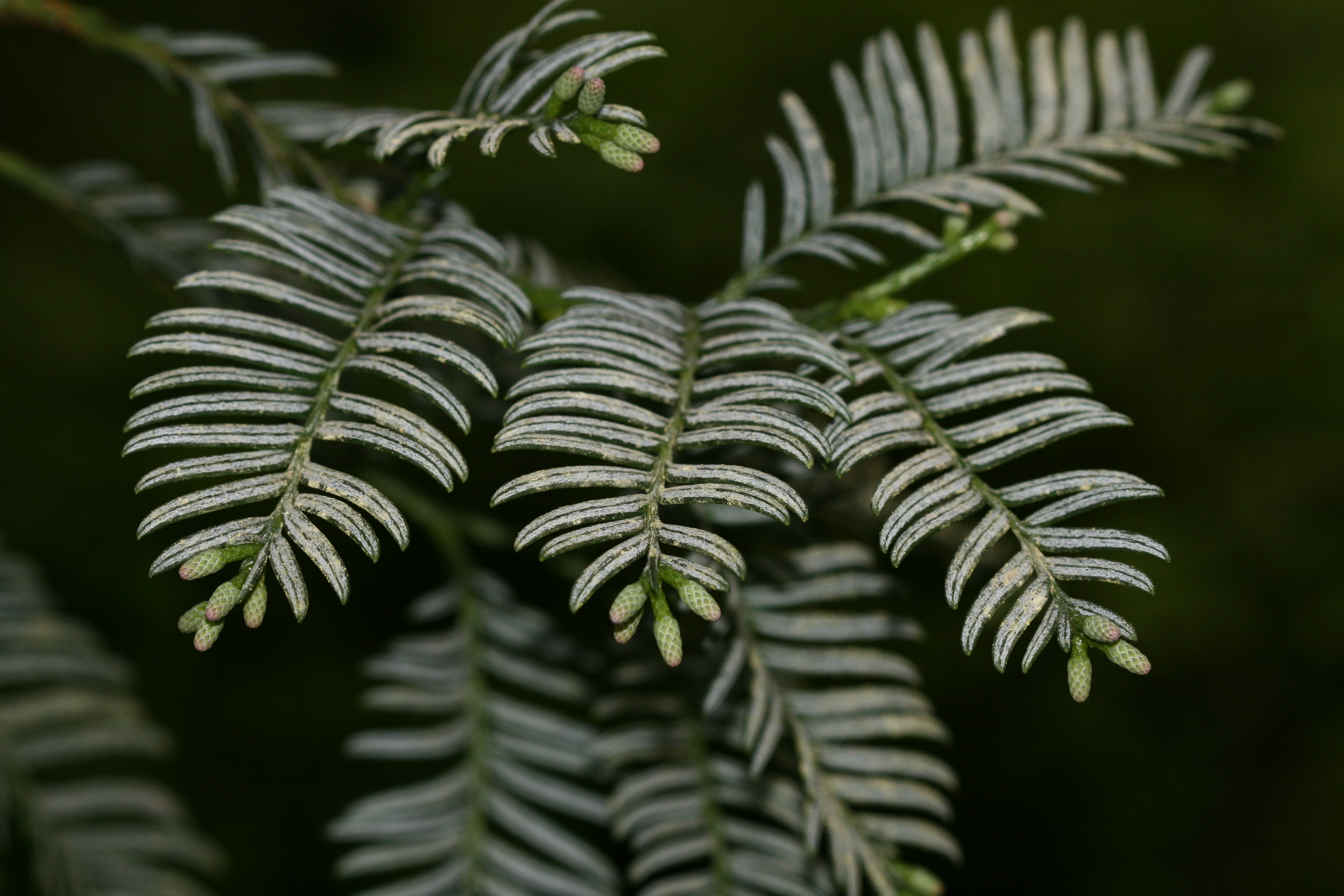
Zweig mit Nadeln und unreifen Pollenzapfen von Acmopyle pancheri

Acmopyle-Arten bilden immergrüne, kleine bis mittelhohe Bäume mit meist nur einem einzelnen Stamm. Die Stammborke ist dünn und faserig, anfangs glatt und blättert bei älteren Bäumen ab. Es werden nur wenige Äste gebildet, die in Scheinwirteln angeordnet sind. Sie bilden eine anfangs konische und später eher offene Krone. Die Zweige sind zumindest im ersten Jahr grün, unbehaart und zwischen den Blattbasen deutlich gerillt. Man kann Lang- und Kurztriebe unterscheiden, die sich jedoch ähneln. Die Knospen sind nur undeutlich ausgebildet und bestehen aus einer Ansammlung grüner Schuppenblätter. Endständige Knospen fehlen. Die Blätter sind spiralig an den Zweigen angeordnet, wobei zwei Arten von Blättern gebildet werden: kleine, schuppenförmige Blätter an den Langtrieben, den ruhenden Knospen und an der Basis von Kurztrieben und größere, nadelförmige Laubblätter an den vegetativen Seitenzweigen. Die Laubblätter sind einnervig, seitlich abgeflacht, haben also eine linke und eine rechte Seite und sind sichelförmig bis linealisch geformt. Die Blätter in der Mitte sind deutlich länger als an der Basis oder dem Ende der Zweige.
Das Holz ist weich, leicht, nicht duftend, gelblich braun bis hellbraun. Kern und Splint sind nur undeutlich voneinander abgesetzt. Die Maserung ist fein und gleichmäßig und zeigt deutliche Wachstumsringe. Harzkanäle fehlen.
Acmopyle-Arten sind zweihäusig, möglicherweise manchmal auch einhäusig getrenntgeschlechtig. Die kätzchenartigen Pollenzapfen wachsen einzeln oder zu wenigen, seitlich oder an den Enden in den Blattachseln der dicht mit Schuppenblättern bedeckten Zweige. Die Pollenzapfen sind zylindrisch und tragen mehrere kleine Deckschuppen an ihrer Basis. Die  Mikrosporophylle wachsen spiralig angeordnet entlang einer dünnen Achse an sehr kurzen Stielen. Sie sind dreieckig und haben jeweils zwei Pollensäcke, welche die mit zwei Luftkammern versehenen, etwa 40 bis 50 Mikrometer großen Pollen enthalten.
Die Samenzapfen stehen meist einzeln, selten zu zweit oder zu dritt nahe den Enden von Zweigen, die ebenfalls dicht mit Schuppenblättern bewachsen sind. Bei Reife bilden sie ein unregelmäßig geformtes, warziges Podocarpium aus selten vier, meist jedoch fünf bis acht unfruchtbaren Deckschuppen, die teilweise sichtbar bleiben. Die Samen wachsen einzeln und stehen bei Reife beinahe aufrecht vom Zapfen ab. Sie werden dann beinahe vollständig durch das fleischige, bei Reife bläulich bereifte Epimatium umgeben, dessen Basis teilweise vom Podocarpium bedeckt wird.
Sämlinge bilden zwei zweinervige Keimblätter.
Die Chromosomengrundzahl beträgt x = 10.

## Geographische Verbreitung
Eine Art ist endemisch auf Viti Levu, der Hauptinsel der Republik Fidschi, die andere in Neukaledonien.

## Ökologie
Die Vertreter von Acmopyle bilden wie auch manche anderen Arten aus der Familie der Steineiben Knötchen, mit denen der Stickstoff aus der Luft gebunden werden kann.

## Systematik
Acmopyle ist eine Gattung in der Familie der Steineibengewächse, in der Ordnung der Koniferen (Coniferales). Die Gattung wurde 1903 von Robert Knud Friedrich Pilger aufgestellt. Der Gattungsname Acmopyle stammt aus dem Griechischen, akme bezeichnet den höchsten Punkt und pyle steht für „Öffnung“. Es verweist damit auf die aufgerichtete Stellung der reifen Samen.
Manche Merkmale ähneln denen anderer Vertreter der Steineibengewächse. Beispielsweise ähneln die Samenzapfen mit dem gut entwickelten Podocarpium denen der Gattungen der Steineiben (Podocarpus) und der Warzeneiben (Dacrycarpus). Sie bestehen jedoch aus einer größeren Zahl an Deckschuppen, die sich auch durch die warzige Oberfläche und durch die bleibenden rudimentären Samenschuppen unterscheiden. Die Laubblätter sind seitlich abgeflacht, was bei Koniferen nur noch bei der Gattung Falcatifolium vorkommt und bei Blättern an jungen Vertretern der Warzeneiben. Ähnliche Blätter kennt man auch von mehr als 55 Millionen Jahre alten fossilen Funden aus dem späten Paleozän, womit sie zu den schon früh auftretenden Koniferengattungen gezählt werden kann. Die Funde stammen aus der Antarktis, aus Argentinien und aus den australischen Bundesstaaten Tasmanien, New South Wales und Western Australia. Fossile Funde nach dem Oligozän sind nicht bekannt. Ältere, etwa 140 Millionen Jahre alte Funde aus dem Jura, die Acmopyle ähneln, werden nicht der Gattung zugerechnet, man geht auch von keinem engeren Verwandtschaftsverhältnis aus. Aufgrund des hohen Alters der Gattung gibt es auch keine nähere Verwandtschaft zu anderen Steineibengewächsen, was durch genetische Untersuchungen bestätigt wird. Als nächste Verwandte gelten die Gattungen Podocarpus, Dacrydium und andere nahe Verwandte dieser Gattungen, was auch durch die Ähnlichkeit des Podocarpiums gestützt wird. Doch hat Acmopyle einige primitivere Merkmale bewahrt, beispielsweise die größere Anzahl der Deckschuppen, die den Samenzapfen bilden.
Der Gattung werden zwei Arten zugeordnet:
- Acmopyle pancheri (Brongn. & Gris.) Pilg.: Die Nadeln sind sichelförmig oder leicht S-förmig gebogen, in der Mitte der Zweige 10 bis 30 Millimeter lang, 1,5 bis 3 Millimeter breit und nicht bewimpert. Die Pollenzapfen werden 20 bis 25 Millimeter lang und haben Durchmesser von etwa 3 Millimetern. Das voll entwickelte Podocarpium ist 15 bis 20 Millimeter lang und hat einen Durchmesser von 8 bis 10 Millimetern. Das natürliche Verbreitungsgebiet liegt in Neukaledonien.[1][4]
- Acmopyle sahniana J. Buchholz & N.E. Gray:  Die Nadeln sind gerade, sichelförmig oder leicht S-förmig gebogen, in der Mitte der Zweige 10 bis 25 Millimeter lang und ab 0,6 meist 2 bis 4 und selten bis 4,8 Millimeter breit und bewimpert. Die Pollenzapfen werden 5 bis 8 Millimeter lang und haben Durchmesser von etwa 1,5 Millimetern. Das voll entwickelte Podocarpium ist 7 bis 9 Millimeter lang und hat einen Durchmesser von 7 bis 8 Millimetern. Das natürliche Verbreitungsgebiet liegt in Fidschi.[1][4]

## Verwendung
Vertreter von Acmopyle werden nicht kultiviert, und es wurden keine Kultivare gezüchtet. Man findet sie jedoch in manchen botanischen Gärten.